# Ciaron Pilbeam
Ciaron Pilbeam é um engenheiro automotivo britânico que trabalha atualmente como engenheiro chefe de corrida da equipe Alpine de Fórmula 1.

## Carreira
Após se formar em engenharia, Pilbeam se juntou imediatamente a Anthony Best Dynamics para trabalhar em alguns de seus projetos de engenharia. Sua transferência para a Fórmula 1 ocorreu em 1998, quando ingressou na British American Racing (BAR) para a temporada seguinte, tornando-se engenheiro de corrida de Jacques Villeneuve e Takuma Sato. Ele permaneceu na equipe mesmo após sua transformação na Honda Racing F1 Team, depois de permanecer sete anos na BAR/Honda, Pilbeam mudou-se para a Red Bull Racing, como engenheiro de corrida de Mark Webber.
No início de 2013 ele se transferiu para a Lotus F1 Team, onde foi trabalhar como engenheiro chefe de corrida, e após pouco mais de um ano, Pilbeam mudou-se para a McLaren para ocupar o mesmo cargo, onde permaneceu até o final da temporada de 2016. Em dezembro de 2016, foi anunciado que a equipe Renault (atual Alpine F1 Team) havia contratado Pilbeam para assumir o cargo de engenheiro chefe de corrida.